# Bāzargān
Bāzargān (persiska: بازَرگان, بازِرگان, بازرگان) är en ort i Iran.   Den ligger i provinsen Västazarbaijan, i den nordvästra delen av landet, 700 km nordväst om huvudstaden Teheran. Bāzargān ligger 1 409 meter över havet och antalet invånare är 9 047.
Terrängen runt Bāzargān är kuperad åt sydväst, men åt nordost är den platt. Runt Bāzargān är det ganska glesbefolkat, med 39 invånare per kvadratkilometer. Närmaste större samhälle är Mākū, 14,3 km sydost om Bāzargān. Trakten runt Bāzargān består i huvudsak av gräsmarker.